# Emanuelle nera nº 2
Emanuelle nera nº 2 è un film del 1976, diretto da Bitto Albertini con lo pseudonimo Albert Thomas.
Nonostante il titolo e il regista, Emanuelle nera nº 2 non è considerato il seguito ufficiale di Emanuelle nera. Manca infatti Laura Gemser, protagonista del primo film, messa sotto contratto da Joe D'Amato (Emanuelle nera - Orient Reportage, infatti, viene considerato il vero sequel). Per sostituirla Adalberto Albertini chiamò la sconosciuta attrice israeliana Shulamith Lasri, che in seguito non interpretò altri film.

## Trama
Emanuelle Richman è una modella che perde la memoria mentre si trova a Beirut. Viene curata in una clinica dal giovane medico Paul, che a poco a poco se n'innamora. Col suo aiuto, Emanuelle inizia a ricordare il proprio passato: racconta così del padre e dell'ex marito Frank Morgan, campione di pallacanestro, ma anche d'una violenta aggressione subita da un gruppo di motociclisti bianchi col casco rosso, culminata nell'omicidio del fratello. Emanuelle inizia ad attaccarsi a Paul, che però l'allontana. Così lei si lega a Sharon, la nipote del medico che frequenta volontariamente la clinica.

## Distribuzione
Distribuito da Indipendenti Regionali il 31 luglio 1976. Il doppiaggio fu affidato alla SAS.